# Giacomo Perollo
Giacomo Perollo (... – Sciacca, 23 luglio 1529) è stato un nobile italiano.

## Biografia
Giacomo Perollo (figlio di Domenico Perollo) signore di Pandolfina sposò Contessa Moncada, figlia di Ferdinando Moncada, barone di Francofonte, a sua volta figlio di Guglielmo Raimondo Moncada, conte di Adernò.
Diede luogo ad una seconda e più sanguinosa faida con i de Luna, detta il "secondo caso di Sciacca" del 1529. Fu ucciso durante il conflitto, il 23 luglio 1529; gli successe il figlio Federico.